# Nova União (Rondônia)
Nova União – miasto i gmina w Brazylii, w stanie Rondônia. Znajduje się w mezoregionie Leste Rondoniense i mikroregionie Ji-Paraná.